# サンプル動画
サンプル動画（サンプルどうが）とは、動画コンテンツのサンプルとして公開されている動画である。
多くの有料動画配信サイトが提供する無料コンテンツの通称でもある。動画共有サイトと対比して、著作権を侵害している恐れは少ない。また、有料サイトのアフィリエイトサイトが独自集客のために公開する場合もある。